# (5281) Lindstrom
(5281) Lindstrom est un astéroïde de la ceinture principale.

## Description
(5281) Lindstrom est un astéroïde de la ceinture principale. Il fut découvert le 6 septembre 1988 à Cerro Tololo par Schelte J. Bus. Il présente une orbite caractérisée par un demi-grand axe de 3,01 UA, une excentricité de 0,12 et une inclinaison de 11,1° par rapport à l'écliptique.

## Compléments